# Oudestraat 31 (Kampen)
Pand Oudestraat 31 is een koopmans- of patriciërswoning aan de Oudestraat in de Nederlandse stad Kampen. Het Huis is gebouwd rond 1600.  De fącade is versierd met uitbundige decoraties zoals een Engelenkopje, Sierankers en waterlijsten, 